# David Sesa
David Sesa (* 10. Juli 1973 in Zürich) ist ein ehemaliger Schweizer Fussballspieler. Er war Stürmer.

## Spielerkarriere
David Sesa begann seine Karriere beim FC Zürich, ehe er auf die Saison 1993/94 zum FC Baden wechselte. Nach nur einer Saison ging er zu Servette FC Genève. Später spielte er noch für US Lecce, für den SSC Neapel, den FC Aarau, dann für die AC Palazzolo, nachher für SPAL Ferrara und schliesslich für Rovigo Calcio.

## Nationalmannschaften
Sesa spielte vier Mal in der U-21-Nationalmannschaft und erzielte dabei ein Tor. Sein Debüt in der A-Nationalmannschaft gab er am 27. März 1996 bei der 0:1-Auswärtsniederlage gegen Österreich, als er in der 61. Minute für Christoph Ohrel eingewechselt wurde. Sein letztes Spiel absolvierte er am 5. September 2001 beim 3:0-Auswärtssieg gegen Luxemburg, als er in der 46. durch Johann Lonfat ausgewechselt wurde. Er bestritt insgesamt 36 Partien und erzielte am 2. September 1998 1 Tor zum 1:1-Unentschieden gegen Serbien & Montenegro.

## Trainerkarriere
Sesa übernahm am 12. Juni 2012 das Traineramt beim Schweizer Zweitligisten FC Wohlen. Nach Stationen in Belgien und Ägypten kehrte er 2022 in die Schweiz zu einem kurzen Trainereinsatz bei Bellinzona zurück, danach wurde er Cheftrainer beim FC Rapperswil-Jona.